# Paul Van De Perre
Paulus (Paul) Emilius Karel Marie Van De Perre (Temse, 12 augustus 1876 - Sint-Niklaas, 22 september 1957) was een Belgisch notaris en politicus.

## Levensloop
Hij was de zoon van Karel Van De Perre, Oost-Vlaams provincieraadslid. Paul Van De Perre was tweemaal gehuwd, eerst met Maria Dillewijns en vervolgens met Margareta Van Eeckhoven. Beroepshalve was hij notaris. Na de oorlog werd hij waarnemend vrederechter ter vervanging van Theo De Decker, die beschuldigd werd van activisme.
Hij werd schepen en waarnemend burgemeester te Temse als vervanging van de overleden Jozef Wauters. In 1920 werd hij opgevolgd door Alfred Andries. In 1921 kreeg hij geen plaats meer op de lijst van de katholieke partij.
Hij was ridder in de Kroonorde en de Leopoldsorde. 